# Нові Куциці
Нові Куциці (пол. Nowe Kucice) — село в Польщі, у гміні Дзежонжня Плонського повіту Мазовецького воєводства.
Населення — 351 особа (2011).
У 1975-1998 роках село належало до Цехановського воєводства.

## Демографія
Демографічна структура станом на 31 березня 2011 року:
|          | Загалом | Допрацездатний вік | Працездатний вік | Постпрацездатний вік |
| -------- | ------- | ------------------ | ---------------- | -------------------- |
| Чоловіки | 175     | 44                 | 112              | 19                   |
| Жінки    | 176     | 34                 | 106              | 36                   |
| Разом    | 351     | 78                 | 218              | 55                   |